# Eurya hainanensis
Eurya hainanensis là một loài thực vật có hoa trong họ Pentaphylacaceae. Loài này được (Kobuski) H.T.Chang mô tả khoa học đầu tiên năm 1954.